# Doksany

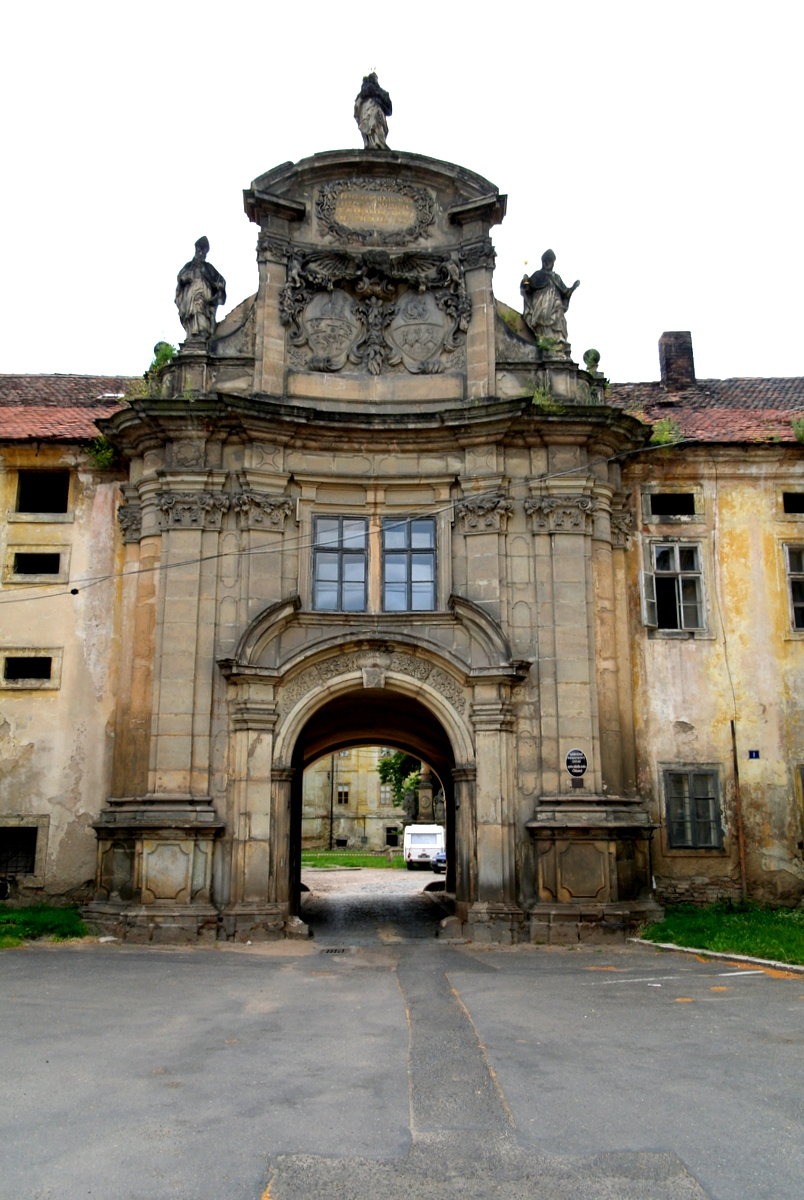
A premontrei nővérek kolostorának bejárata

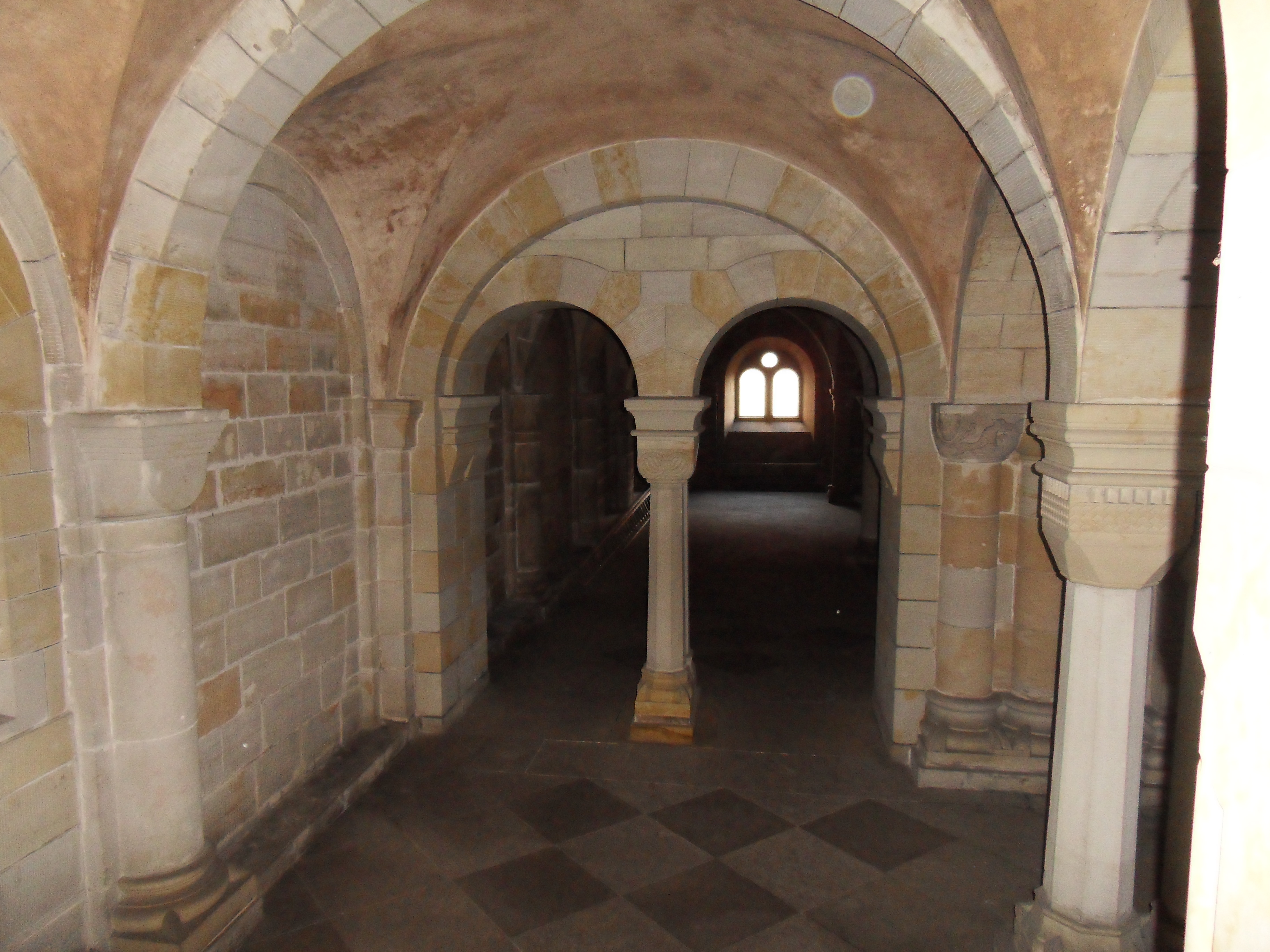
A kolostortemplom kriptája

Doksany település Csehországban, a Litoměřicei járásban. Doksany Nové Dvory, Hrobce, Dolánky nad Ohří és Brozany nad Ohří településekkel határos. Lakosainak száma 468 fő (2024. január 1.).

## Fekvése
Litoměřicétől 12 km-re délre található.

## Népessége
A település lakosságának változását az alábbi diagram mutatja:
| Lakosok száma | 625  | 857  | 647  | 489  | 471  | 369  | 378  | 414  | 436  | 468  |
|               | 1869 | 1890 | 1921 | 1950 | 1980 | 2001 | 2017 | 2019 | 2022 | 2024 |

## Története
Innen került elő Csehország legrégibb kőkorszaki leleteinek némelyike.

## Nevezetességei, látnivalói
Itt van a Cseh Hidrometeorológiai Intézet egyik éghajlati obszervatóriuma és meteorológiai állomása.
A premontrei nővérek kolostora a falu nyugati részén, az Ohře (Eger) folyó torkolatánál épült. Templomában több képet is Johann Hiebel festett, alapvetően Mária és Krisztus életéből. Ezek közül legjelentősebb a Boldogságos Szűz Mária születése. Az ő műve:
- a kupola freskódíszítése, 1722;
- a presbitérium, a kereszthajó, az oldalkápolnák és sekrestye freskódíszítése, 1728–1732.[3]